# Paul H. Nitze School of Advanced International Studies
La Paul H. Nitze School of Advanced International Studies (SAIS), est un centre universitaire qui dépend de l'université Johns-Hopkins basée à Washington. Elle est l'une des grandes écoles leaders dans le monde spécialisée dans l'étude des relations internationales, l'économie, la diplomatie, la politique de recherche et l'éducation.
Cette grande école est considérée comme l'un des principaux lieu de débat politiques car il accueille de nombreux politistes et économistes de premier plan. Parmi eux, on peut citer Francis Fukuyama, (qui depuis le 1er juillet 2010 a rejoint l'université Stanford), le professeur de sciences politiques et ancien membre du conseil de sécurité nationale des États-Unis, Zbigniew Brzezinski, le spécialiste du Moyen-Orient Fouad Ajami, L'historien et économiste David Calleo et l'historien des questions militaires et ancien conseiller au département d'État des États-Unis, Eliot Cohen. Ses étudiants sont sélectionnés parmi un très grand nombre de candidats venus des quatre coins du monde.

## Histoire
La SAIS a été créée en 1943 par Paul H. Nitze et Christian Herter et a été intégrée à l'université Johns-Hopkins en 1950. L'école a été créée pendant la Seconde Guerre mondiale par un groupe d'hommes d'État à la recherche de méthodes pour préparer les futurs dirigeants à faire face aux responsabilités internationales qui reviendraient aux États-Unis après la fin de la guerre. 
Les fondateurs réunirent des universitaires et des praticiens pour enseigner les relations internationales, l'économie internationale et les langues étrangères à un petit groupe d'étudiants. Les cursus combinait à la fois des enseignements académiques et pratiques. Le site de Washington pour installer l'école s'imposa car la ville concentraient les ressources internationales du pays et était le lieu où se concevait et se mettait en œuvre la politique étrangère des États-Unis. Lorsque l'école a ouvert en 1944, elle ne comptait que 15 étudiants. 
En 1955, l'école créa un Centre à Bologne en Italie, qui fut la première école de troisième cycle basé en Europe organisée selon le système de l'enseignement supérieur américain. En 1963, SAIS, devenu trop à l'étroit dans ses bureaux de la Florida Avenue emménagea dans ses locaux actuels, sur Massachusetts avenue. En 1986, le Hopkins-Nanjing Center a été créé à Nankin en Chine, renforçant ainsi la présence de SAIA à travers le monde.

## Organisation et programmes académiques
SAIS est une école mondiale avec des campus sur trois continents. Elle a près de 600 étudiants à temps-plein à Washington, 190 à temps-plein à Bologne, en Italie et 160 à temps-plein à Nankin, en Chine. 60 % des étudiants viennent des États-Unis et 37 % de 70 autres pays. 50 % des étudiants sont des femmes et 22 % sont issus de groupes minoritaires des États-Unis. Le Hopkins-Nanjing Center, qui enseigne à la fois en chinois et en anglais est géré conjointement par la SAIS et l'université de Nankin.
Les cours comprennent 20 programmes parmi lesquels économie internationale, relations internationales, gestion des conflits, énergie, ressources et environnement, théorie globales et histoire, droit international et organisations, études stratégiques, développement international, études africaines, politique étrangère américaine, questions asiatiques, questions européennes, Moyen-Orient, Russie et questions eurasiennes, hémisphère occidental et 15 langues étrangères.
SAIS propose des enseignements multi-disciplinaires pour la préparation des diplômes de Master of Arts, Master of International Public Policy et Doctor of Philosophy. 
Près de 300 étudiants sont diplômés chaque année du SAIS Washington.

## Réputation
Une étude menée par l'Institut for the Theory and Practice of International Relations a réalisé une étude sur les programmes de troisième cycle en relations internationales à travers les États-Unis en interrogeant plus de 1 000 professionnels sur le terrain. Les résultats de cette étude ont été publiés dans le magazine Foreign Policy de novembre/décembre 2005. 65 % des personnes interrogées ont répondu que la Johns Hopkins University-SAIS était le meilleur programme de troisième cycle en relations internationales, devant celui de l'université de Georgetown (Walsh), l'université Harvard (Kennedy), université Tufts (Fletcher), et université Columbia (SIPA). En 2007, le magazine Foreign Policy a réalisé la même étude et la Johns Hopkins University-SAIS a été cité comme le meilleur programme derrière l'université de Georgetown (Walsh).
Depuis 1990, SAIS et la Fletcher School ont été les deux seules universités des États-Unis n'étant pas des écoles de droit à participer à la compétition de Philip C. Jessup International Law Moot Court Competition. Face à des étudiants en droit, les étudiants de SAIS se sont bien comportés.

## Thématiques annuels
Depuis 2005, SAIS a choisi un thème annuel de réflexion pour ses étudiants, programmes, intervenants extérieurs et anciens élèves à considérer du point de vue des relations internationales. Ces thèmes permettent également à SAIS d'organiser des événements spéciaux qui lui permettent de lever des fonds comme en 2005, l'année de l'énergie lorsqu'elle invita le vice-président de BP, Nick Butler.
- 2005/2006 - année de l'énergie
- 2006/2007 - année de la Chine
- 2007/2008 - année des élections et de la politique étrangère
- 2008/2009 - année de l'eau
- 2009/2010 - année de la religion[4]
- 2010/2011 - année de la démographie
- 2011/2012 - année de l'agriculture

## Centres de recherches
| - JHU Foreign Policy Institute - Center for Canadian Studies - Institut Asie centrale-Caucase - Silk Road Studies Program - Center For Constitutional Studies And Democratic Development (Italie) - Center for Displacement Studies - Center for International Business and Public Policy - Center for Strategic Education - Center for Transatlantic Relations - Center on Politics and Foreign Relations - Cultural Conversations - Hopkins-Nanjing Research Center (Chine) - Grassroots China Initiative | - Institute for International Research (Chine) - International Energy, Resources and Environment Program (ERE) - International Reporting Project - Philip Merrill Center for Strategic Studies - The Protection Project - Edwin O. Reischauer Center for East Asian Studies - Bernard L. Schwartz Forum on Constructive Capitalism - SME Institute - Swiss Foundation for World Affairs - U.S.-Korea Institute at SAIS - Global Energy and Environment Initiative - Global Health and Foreign Policy Initiative |

## Publications
En plus des différents livres et périodiques publiés par les programmes de SAIS et ses centres de recherches, plusieurs publications méritent d'être signalés : 
- SAIS Review, créée en 1956, une revue sur les débats contemporains dans le domaine des questions internationales.
- SAIS Observer  une revue écrite et gérée par les étudiants.
- SAISphere, une revue annuelle rassemblant des articles sur les problèmes internationaux, des contributions des anciens élèves et signalant les évènements organisés sur le campus.
- SAIS Reports, une newsletter bimensuelle publiée de septembre à mai, signalant ce qu'ont accompli les instituts de recherches, les programmes universitaires etc.
- Bologna Center Journal of International Affairs, une revue publiée annuellement depuis sa création en 1994. Cette revue gérée par les étudiants met en lumière les contributions universitaires aux relations internationales.
- Centerpiece, la newsletter des anciens élèves du Nanjing Center.
- Guide To Experts in International Affairs, publié tous les deux ans.
- Working Paper Series, géré par les doctorants.

## Anciens élèves
SAIS a plus de 15 000  anciens élèves travaillant dans près de 140 pays. Parmi eux, 130 ont occupé des postes d'ambassadeurs.
- Madeleine Albright - ancienne secrétaire d'État des États-Unis (elle a suivi des cours à la SAIS, mais n'a pas été diplômée)
- Mahamat Ali Adoum - ancien ministre des Affaires étrangères, ambassadeur du Tchad aux Nations unies
- Peter F. Allgeier - ancien représentant américain au commerce
- Cresencio S. Arcos - ancien ambassadeur des États-Unis au Honduras, ancien secrétaire assistant adjoint du département d’État pour la lutte internationale contre la drogue, et ancien secrétaire assistant pour la sécurité intérieure et la sécurité internationale
- Nancy Birdsall - Président fondateur du Center for Global Development à Washington.
- Robert O. Blake, Jr. - ancien ambassadeur des États-Unis au Sri Lanka et aux Maldives, nommé au poste de secrétaire d’État assistant pour les affaires de l'Asie du Sud au département d'État[5]
- Wolf Blitzer - présentateur vedette de CNN
- Adam Boulton - éditorialiste politique sur Sky News
- Jeremy Bowen - journaliste et présentateur de la BBC
- Gayleatha B. Brown - ancien ambassadeur des États-Unis au Bénin et  ambassadeur au Burkina Faso
- R. Nicholas Burns - ancien sous-secrétaire Former des États-Unis pour les Affaires politiques, ancien ambassadeur des États-Unis auprès de l'OTAN et la Grèce
- Rocco Antonio Cangelosi - diplomate italien, conseil diplomatique du président de la République italienne.
- James Cason - ancien ambassadeur des États-Unis au Paraguay
- Herman Jay Cohen - diplomate des États-Unis, ancien ambassadeur dans plusieurs pays africains.
- Jean-Maurice Dehousse - ancien ministre belge, ancien maire de Liège
- John Caspar Dreier - ancien ambassadeur auprès de l'Organisation des États américains
- Hermann Eilts - ancien ambassadeur des États-Unis en Arabie saoudite et en Égypte, a travaillé avec le président égyptien Anouar el-Sadate lors des négociations pour les accords de Camp David
- Jessica Einhorn - ancien recteur de SAIS, membre du conseil de direction de Time Warner, ancien directeur du Council on Foreign Relations et ancien Managing Director de la Banque mondiale
- Peter A. Flaherty - directeur émérite de McKinsey & Company
- Robert Stephen Ford - ancien ambassadeur des États-Unis en Algérie
- Pamela P. Flaherty - président et président-directeur général de Citigroup Foundation et président du conseil d'administration de l'université Johns-Hopkins
- Alan H. Fleischmann - cofondateur de ImagineNations Group et conseiller et directeur du Albright Stonebridge Group
- Jeffrey Garten - ancien sous secrétaire au commerce international des États-Unis, et ancien recteur de la Yale School of Management
- Timothy F. Geithner - secrétaire au Trésor des États-Unis, ancien président-directeur général de la Federal Reserve Bank of New York
- Gabriel Guerra-Mondragón - ancien ambassadeur des États-Unis au Chili
- April Glaspie - diplomate américain, première femme à avoir été nommée ambassadeur américain dans un pays arabe, connue surtout comme l'ambassadeur des États-Unis en Irak lors des mois précédents la guerre du Golfe
- Geir H. Haarde - ancien Premier ministre de l'Islande
- John J. Hamre - Président-directeur général du Center for Strategic and International Studies (CSIS), ancien secrétaire adjoint à la défense de États-Unis.
- Lawrence Hatheway - économiste en chef de la banque d'investissement UBS
- John E. Herbst - ancien ambassadeur des États-Unis en Ukraine et en Ouzbékistan, actuellement coordinateur pour la reconstruction et la stabilisation en tant que diplomate du Senior Foreign Service[6]
- James Howard Holmes - ancien ambassadeur des États-Unis en Lettonie
- Hans Hoogervorst - ministre de la Santé des Pays-Bas, ancien ministre des Finances
- Tracey Ann Jacobson - ancien ambassadeur américain au Turkménistan et Tadjikistan
- Angela Kane - sous-secrétaire générale pour le management des Nations unies
- Bert Koenders - ministre des Pays-Bas pour la coopération et le développement, membre du Dutch Minister of Development Cooperation, membre de la chambre basse des Pays-Bas
- Ellen Laipson - président du Stimson Center
- Frank Lavin - sous-secrétaire d’État des États-Unis pour le commerce international, ancien ambassadeur des États-Unis à Singapour
- Jim Leach - président de la Fondation nationale pour les sciences humaines, ancien représentant de l'Iowa, ancien président de la commission de la Chambre des représentants des États-Unis pour les institutions bancaires et financières, ancien membre du conseil d'administration de l'université de Princeton
- Lee Tae-sik - ancien ambassadeur de la Corée du Sud aux États-Unis
- Samuel W. Lewis - ancien ambassadeur des États-Unis en Israël et ambassadeur des États-Unis lors des négociations de 1978 pour les accords de Camp David
- Dennis P. Lockhart - Président-directeur général de la  Federal Reserve Bank of Atlanta
- Peter Magowan - ancien propriétaire des San Francisco Giants et ancien président-directeur général de Safeway (a suivi des cours à la SAIS, mais n'a pas été diplômé)
- Sir David Manning - ambassadeur britannique en Israël de 1995-1998, conseiller pour la politique internationale de l'ancien Premier ministre britannique Tony Blair (2001–2003), ambassadeur britannique aux États-Unis (2003–2007)
- Maurizio Massari - diplomate italien, ancien chef de l'unité d'analyse et de planification du ministère des Affaires étrangères italien
- John E. McLaughlin - ancien directeur adjoint de la Central Intelligence Agency
- Christopher Meyer - ambassadeur britannique aux États-Unis durant la guerre d'Irak.
- Marcia Miller - ancien vice-président et commissaire de la commission des États-Unis pour le commerce international.
- Federico Minoli - ancien président-directeur général de Ducati Motor Holding
- Ana Belen Montes - agent de la Defense Intelligence Agency ayant espionné pour le compte de Cuba - arrêtée en 2001
- Loretta Napoleoni, auteure des best-sellers Terror Incorporated et Insurgent Iraq. Experte des questions de financement du terrorisme, conseille plusieurs gouvernements sur les mesures de contre-terrorisme.
- Dr Andreas Nick, Managing Directeur, chef de M&A, Sal. Oppenheim jr. & Cie KGaA, Francfort, Allemagne
- Pat O'Brien - vedette de la télévision aux États-Unis
- John E. Osborn - membre de la commission des États-Unis sur la diplomatie publique; ancien vice-président exécutif et responsable juridique de Cephalon
- Claudio Pacifico - diplomate italien, ambassadeur italien en Égypte
- Ronald D. Palmer - ancien ambassadeur des États-Unis en Malaisie
- Gerhard Pfanzelter - Diplomate autrichien, ancien secrétaire général de l'Initiative centre-européenne, ancien représentant permanent de l'Autriche aux Nations unies, ambassadeur d'Autriche en Syrie, au Sénégal, en Gambie, au Cap-Vert, en Guinée-Bissau, au Mali et en Mauritanie
- Nicholas Platt - ancien ambassadeur des États-Unis au Pakistan, aux Philippines, en Zambie ; ancien président de la Asia Society
- Charles P. Ries - actuel ministre des États-Unis pour les affaires économiques et coordinateur pour la transition économique en Irak, ancien ambassadeur des États-Unis en Grèce.
- Marcie Berman Ries - ancien ambassadeur des États-Unis en Albanie
- William A. Reinsch - membre de la U.S.-China Economic and Security Review Commission, ancien président du National Foreign Trade Council, ancien sous-secrétaire au commerce pour les exportations[7]
- Gabriel Silva Luján - deux fois ambassadeurs de la Colombie aux États-Unis et ministre de la défense
- Bandar ben Sultan - ancien ambassadeur d'Arabie saoudite aux États-Unis.
- Cui Tiankai - vice ministre pour les affaires étrangères de la République populaire de Chine
- Roberto Toscano - diplomate italien, ancien ambassadeur italien en Inde et en Iran
- Lousewies van der Laan - ancien leader de Démocrates 66 dans la chambre basse des Pays-Bas
- Michael G. Vickers - sous-secrétaire à la défense chargé du renseignement département de la Défense des États-Unis
- Cassandra D. Waldon - chef, bureau des communications externes, Programme des Nations unies pour le développement (PNUD)
- Wang Guangya - ambassadeur de la République populaire de Chine et représentant permanent aux Nations unies[8]
- Clifton R. Wharton, Jr. - ancien secrétaire d'État adjoint des États-Unis
- Jody Williams - prix Nobel de la paix pour son engagement en faveur de la Campagne internationale pour l'interdiction des mines antipersonnel
- Irving A. Williamson - membre de la Commission du commerce international des États-Unis
- Lois Wolk - membre du Sénat de l'État de Californie.
- Anne E. Derse - ambassadeur des États-Unis en Lituanie, SAIS'81

## Professeurs enseignants ou ayant enseigné à SAIS
- Fouad Ajami - professeur spécialiste des questions du Moyen-Orient
- Lucius D. Battle - ancien ambassadeur des États-Unis en Égypte, secrétaire d'État assistant pour le Proche-Orient et l'Afrique et président du Middle East Institute; a créé le SAIS Foreign Policy Institute
- Peter Bergen - analyste pour les questions de terrorisme pour CNN et auteur de Holy War, Inc
- Zbigniew Brzezinski - ancien conseiller à la sécurité nationale du président Jimmy Carter
- Edward B. Burling - membre du cabinet d'avocat Covington & Burling
- David P. Calleo - directeur des études européennes, auteur de Rethinking Europe's Future
- Marco Cesa - professeur de relations internationales
- Rajiv Chandrasekaran - Rédacteur en chef adjoint du Washington Post ; ancien journaliste en résidence à SAIS pour le projet International Reporting Project, auteur de Imperial Life in the Emerald City: Inside Iraq's Green Zone
- Eliot A. Cohen - professeur d'études stratégiques, ancien conseiller du département d'État des États-Unis, auteur de Military Misfortunes: The Anatomy of Failure in War et Supreme Command: Soldiers, Statesmen, and Leadership in Wartime
- W. Max Corden - économiste spécialiste du commerce international, a proposé une modélisation de la Maladie hollandaise.
- Francis Deng - ancien représentant du secrétaire général des Nations unies pour les déplacés
- Luis Ernesto Derbez - ministre mexicain des Finances et des Affaires étrangères
- David Dodge - ancien gouverneur de la Banque du Canada
- Eric S. Edelman - ancien sous-secrétaire à la politique de Défense, ancien ambassadeur des États-Unis en Finlande et en Turquie, chercheur invité au Philip Merrill Center for Strategic Studies et chercheur émérite au Center for Strategic and Budgetary Assessments
- Jessica Einhorn - actuel recteur de SAIS, membre du conseil de direction de Time Warner, ancien directeur du Council on Foreign Relations et ancien directeur de la Banque mondiale
- Francis Fukuyama - professeur d'économie politique internationale, directeur du programme SAIS International Development, auteur de La Fin de l'histoire et le Dernier Homme
- Grace Goodell - professeur de développement international
- Jakub J. Grygiel - maître de conférence George H. W. Bush en relations internationales
- Daniel Hamilton (scholar) - directeur du Center for Transatlantic Relations
- Christian Herter - ancien secrétaire d'État des États-Unis et gouverneur du Massachusetts
- Josef Joffe - journaliste allemand pour Die Zeit
- Edgar Augustus Jerome Johnson, professeur d'histoire économique
- Majid Khadduri - professeur de droit islamique et spécialiste du Moyen-Orient
- Kenneth H. Keller - actuel directeur du centre SAIS de Bologne, ancien président du University of Minnesota system
- Pravin Krishna - professeur Chung Ju Yung d'économie et de commerce international
- Anne O. Krueger - professeur d'économie internationale, ancien directeur adjoint du FMIet chef économiste à la Banque mondiale; ancien président de l'American Economic Association
- David M. Lampton - professeur George and Sadie Hyman des études chinoises, directeur du programme d'études sur la Chine, doyen de la faculté.
- Paul Linebarger - ancien professeur pour les études asiatiques, connu pour ses ouvrages de sciences fiction sous le pseudonyme de Cordwainer Smith
- Marisa Lino - ancien directeur du centre SAIS de Bologne, ancien ambassadeur des États-Unis en Albanie et ancien secrétaire des affaires internationales adjoint pour le département de la Sécurité intérieure des États-Unis
- Michael Mandelbaum - professeur de politique étrangère américaine
- Mohamed Mattar - directeur exécutif de The Protection Project
- John E. McLaughlin - ancien directeur adjoint de la Central Intelligence Agency, ancien chercheur à la Brookings Institution
- Robert H. Mundell - lauréat du Nobel d'économie, 1999
- Kendall Myers - ancien membre du Service extérieur des États-Unis et enseignant à mi-temps à la SAIS part-time; arrêté en 2009 et condamné à 30 ans de prison pour espionnage au profit de Cuba
- Azar Nafisi - universitaire irano-américain et auteur de Reading Lolita in Tehran et Things I've Been Silent About
- Paul H. Nitze - rédacteur de la  National Security Council Report 68 (NSC-68) mettant en place la stratégie d'endiguement pendant la guerre froide
- Don Oberdorfer - journaliste, expert de la Corée
- Robert E. Osgood - troisième recteur du SAIS, ancien directeur du programme politique étrangère américaine et codirecteur du programme études de sécurité, ancien membre du U.S. Secretary of State's Policy Planning Council de 1983 à 1985
- Henry Paulson - ancien secrétaire au Trésor des États-Unis, chercheur émérite au Bernard Schwartz Forum on Constructive Capitalism
- Riordan Roett - professeur spécialistes de l'Amérique latine
- Carlo Maria Santoro - ancien professeur de relations internationales
- Stephen M. Schwebel - ancien professeur Edward B. Burling de droit international et des organisations à SAIS et ancien juge et président de la Cour internationale de justice, travaillant actuellement pour un cabinet de conseil et d'arbitrage international à Washington.
- Robert Skidelsky - économiste, biographe de John Maynard Keynes
- R. Jeffrey Smith - ancien journaliste en résidence, lauréat du prix Pulitzer
- Dorothy Sobol - ancien vice-président de la réserve fédérale de New York
- Stephen Szabo - ancien professeur des études européennes, actuel chef de la Transatlantic Academy pour le German Marshall Fund
- Shirin R. Tahir-Kheli - ancienne directrice de recherche, ancienne assistante spéciale du Président et directrice pour la démocratie, les droits de l'Homme et les opérations internationales au Conseil de sécurité nationale des États-Unis
- Nate Thayer (professeur invité) - journaliste d'investigation qui a interviewé Pol Pot et Kang Kek Ieu (Douch)
- Dale C. Thomson - director du centre des études canadiennes, auteur, conseiller auprès du Premier ministre du Canada, Louis St-Laurent
- Robert W. Tucker - ancien professeur de politique étrangère américaine, coauteur de Imperial Temptation: The New World Order et America's Purpose
- Ruth Wedgwood - professeur Edward B. Burling de droit international et de diplomatie, directeur du programme droit international et organisations; représentant des États-Unis au Comité des droits de l'Homme des Nations unies
- Paul Wolfowitz - ancien président de la Banque mondiale, ancien secrétaire adjoint à la Défense des États-Unis, ancien doyen de SAIS
- I. William Zartman - ancien professeur et directeur du programme SAIS sur la gestion des conflits
- Alejandro Toledo (professeur invité) - ancien président du Pérou.